# Johanna von Trapp
Johanna von Trapp, nata Johanna Karolina von Trapp, (Zell am See, 7 settembre 1919 – Vienna, 25 novembre 1994), è stata una cantante austriaca naturalizzata statunitense.
Fu un membro della Trapp Family Singers, la cui vita ispirò il musical The Sound of Music che venne poi adattato nel film omonimo. Ella è illustrata nel personaggio di "Marta".

## Biografia
Johanna prese il nome dalla zia paterna ed aveva occhi e capelli castani. Crebbe a Zell am See con i suoi fratelli: Rupert von Trapp (1911-1992) Agathe von Trapp (1913-2010), Maria Franziska von Trapp  (1914-2014), Werner von Trapp (1915-2007) e Hedwig von Trapp (1917-1972). La sua ultima sorella Martina von Trapp (1921-1951) nacque a Klosterneuburg (Austria). La Von Trapp Family si trasferì da Zell-am-See a Klosterneuburg, poiché la loro casa, chiamata "Kitzsteinhorn" e situata sulle sponde del lago, si allagò per una piena. Prima di vivere a Zell am See, la Von Trapp Family visse in una fattoria chiamata "Erlhof" ed ubicata vicina alla case della madre di Agathe Whitehead von Trapp e delle sue sorelle.
Nel 1922, quando Johanna aveva tre anni, sua madre morì di scarlattina e venne sepolta a Klosterneuburg. Successivamente la famiglia si trasferì ad Aigen, un sobborgo di Salisburgo, nel 1925.
Nel 1927, il padre Georg Ludwig von Trapp si sposò con Maria Augusta Kutschera. Georg e Maria Augusta ebbero tre bambini:  Rosemarie von Trapp (1929), Eleonore von Trapp (1931) e Johannes von Trapp (1939).
Johanna divenne una cittadina statunitense nel 1948.

## Carriera
La famiglia lasciò l'Austria nell'estate del 1938 e si trasferì negli Stati Uniti, quando Johanna aveva diciannove anni. Ella cantò come soprano nel coro di famiglia assieme alla sorella Agathe von Trapp.
Sposò poi Ernst Florian Winter il lunedì di Pasqua del 1948 ed ebbe sette figli. Visse con la sua famiglia - quattro figlie e tre figli (uno dei quali di 20 anni)  -  in Austria e negli Stati Uniti.
Ella si occupò, assieme alle sorelle Agathe e Maria Franziska, di una mostra a Salisburgo nel 1993. L'anno successivo, morì a Vienna, per un ictus cerebrale, all'età di 75 anni.La salma non fece ritorno a Stowe, nel Vermont, per essere inumata nei Trapp Family Lodge Grounds insieme ai familiari; venne bensì sepolta nel cimitero di Gersthof, distante pochi chilometri dal cimitero di Klosterneuburg, dove riposa la madre.